# نورالله دانشور علوی
نورالله دانشور علوی (درگذشت ۱۳۳۶ شمسی، به اختصار نورالله‌خان) ملقب به مجاهدالسلطنه، طبیب و رجل سیاسی برجسته در مشروطیت اصفهان بود. او به دلیل نقش مؤثری که در تحولات نظامی و سیاسی آن دوره، بویژه در جریان مبارزات بختیاری‌ها در جنگ‌های کرمانشاه، از احمدشاه قاجار لقب «مجاهدالسلطنه» را دریافت کرد.

## زندگی و آثار
او فرزند پنجم میرزا موسی‌خان ناظم‌الاطبا بود. فعالیت سیاسی سید نورالله در مشروطیت با مشارکت وی در انجمن ولایتی اصفهان به ریاست آقانورالله نجفی آغاز شد. او برای فراهم نمودن نیرو برای برخورد با نیروهای استبداد به همراه دو برادرش عیسی‌خان افتخارالحکما و میرزامسیح‌خان حافظ‌الصحه به سمت خوانین بختیاری حرکت کرد و آن‌ها را به مشارکت در انجمن ولایتی اصفهان ترغیب نمود. او همچنین در جریان ورود ضرغام‌السلطنه به اصفهان در کنار چند نفر از اعضای کمیته‌ای نیروهای بختیاری را به سمت اصفهان هدایت می‌نمود و از مجاهدانی بود که در فتح اصفهان حضور داشت. پس از فتح اصفهان او به همراه خوانین بختیاری چون سردار اسعد، مرتضی‌قلی‌خان صمصام و امیر یوسف‌خان مجاهد در رأس نیروهای بختیاری برای فتح تهران حرکت کرد.
او در دورهٔ حکومت سردار محتشم در اصفهان، معاونت نظمیهٔ اصفهان را بر عهده داشت و پس از آن نیز در تشکیل کمیتهٔ دفاع ملی قم، در مبارزه با نیروهای روسیه که از قزوین به سمت تهران در حال حرکت بودند، نقش داشت. او به همراه سایر مجاهدین اصفهان با سربازان روسیه جنگید و به هنگام اشغال قم بدست روس‌ها مدتی دستگیر و زندانی شد. او ارتباط نزدیکی با علمای زمان خود نظیر آقانورالله نجفی و سید حسن مدرس داشت و پس از آزادی از زندانی از سوی آقانورالله نجفی مأمور شد تا نیروهای صولت‌الدوله قشقایی را جهت کمک به دولت موقت ملی به سوی کرمانشاه راهنمایی کند.

### کتاب «جنبش وطن‌پرستان اصفهان و بختیاری»
وی پس از پایان مشروطیت در سال ۱۳۳۵ قمری به تدریج از امور سیاسی کناره گرفت و در اصفهان به پزشکی پرداخت. از جمله اقدامات مهم او در این دوره نگارش وقایع مشروطیت اصفهان و بختیاری بود که خود از شاهدان عینی و دست‌اندرکاران آن وقایع محسوب می‌شد. او یادداشت‌ها و خاطرات خود را با عنوان «جنبش وطن‌پرستان اصفهان و بختیاری» به رشتهٔ تحریر درآورد که از منابع مهم پژوهشی در تاریخ مشروطهٔ اصفهان به‌شمار می‌رود.
مقطع زمانی مطالب کتاب از دوران استبداد صغیر و به تخت نشستن محمدعلی‌شاه آغاز می‌شود و به بررسی وقایع مهمی مانند به توپ بستن مجلس، آغاز مخالفت شهرها با حکومت محمدعلی‌شاه، حرکت مردم اصفهان، و نیز رخدادهای جنگ جهانی اول در ایران می‌پردازد. از جمله این رخدادها، پیشروی نیروهای روس به تهران، اشغال اصفهان، و تشکیل دولت موقت ملی در کرمانشاه و اقدامات آن است.
از نکات برجسته کتاب، توجه ویژه به مقاومت‌های مردمی علیه نیروهای روس و انگلیس است. به‌ویژه به نقش نیروهای بختیاری و همکاری آنان با آلمان‌ها اشاره شده است. نمونه‌ای مهم از این همکاری، اقدام بی‌بی مریم، خواهر علی‌قلی‌خان سردار اسعد، است که رهبری گروهی از سربازان آلمانی در منطقه بختیاری را بر عهده گرفت. او در جریان حمله روس‌ها، بیش از یک ماه به آلمانی‌ها، از جمله کاردورف (شارژدافر پیشین آلمان)، در خانه‌اش در سروشجان پناه داد و سپس مقدمات انتقال آن‌ها به آلمان از طریق خاک عثمانی را فراهم کرد. در پاسخ، امپراتور آلمان به نشانه قدردانی، تمثال میناکاری و الماس‌نشان خود را برای وی فرستاد. ویژگی دیگر کتاب، چاپ دست‌خط‌ها، تلگراف‌ها و نامه‌هایی است که در آن دوره بین سران مشروطه در اصفهان و دیگر شهرها رد و بدل شده‌اند.
نویسنده کتاب که طبیب و آزادی‌خواهی برجسته بود، در ۴ فروردین ۱۳۳۶ درگذشت و در تکیه فاضلان، در کنار پدر و برادرش میرزا مسیح حافظ‌الصحه، به خاک سپرده شد. اشعاری نیز بر سنگ مزارش حک شده است.